# Spațiu prehilbertian

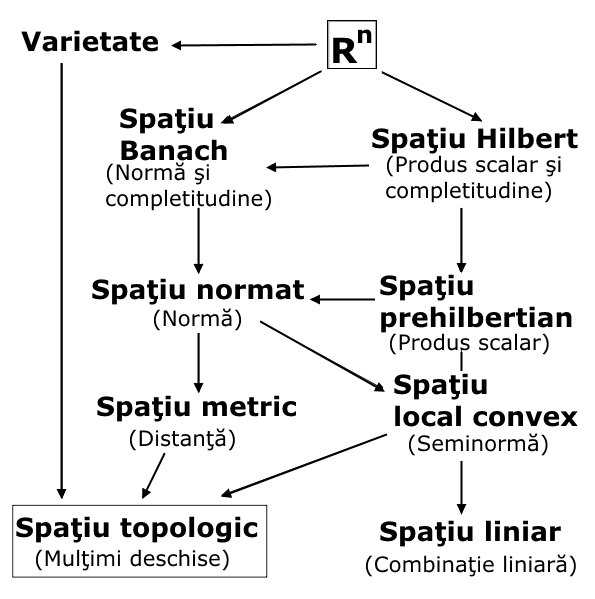
Spaţiile abstracte ale matematicii superioare. Săgeata indică incluziunea.

În matematică, mai precis în algebră liniară și în analiza funcțională, un spațiu prehilbertian este un spațiu vectorial înzestrat cu un produs scalar, adică o aplicație care asociază fiecărei perechi de vectori un scalar (un element al corpului de bază al spațiul vectorial).
Această noțiune de produs scalar generalizează produsul scalar canonic din {\displaystyle \mathbb {R} ^{n}} la spații vectoriale abstracte, și permite extinderea unor concepte de geometrie euclidiană în aceste spații (precum noțiunea de ortogonalitate).
Numele prehilbertian se referă faptului că dacă pentru distanța indusă de produsul scalar spațiul este și complet, atunci devine spațiu Hilbert. Spațiile prehilbertiene au fost numite și spații unitare în lucrări mai vechi, dar acestă terminologie nu mai este folosită decât rar.

## Definiție
Se notează corpul scalarilor cu F și este fie corpul numerelor reale R sau cel al numerelor complexe C.
Un spațiu prehilbertian este un spațiu vectorial V peste F împreună cu o formă formă biliniară simetrică pozitiv-definită (în cazul lui R) sau o formă seschiliniară hermitiană pozitiv-definită (în cazul lui C), numită produs scalar:
{\displaystyle \langle \cdot ,\cdot \rangle :V\times V\rightarrow \mathbb {F} }
și satisface următoarea axiomă pentru toate {\displaystyle x,y,z\in V,a,b\in \mathbb {F} }:
- Simetria conjugatei:

{\displaystyle \langle x,y\rangle ={\overline {\langle y,x\rangle }}.}
Această condiție înseamnă că {\displaystyle \langle x,x\rangle \in \mathbb {R} }, deoarece {\displaystyle \langle x,x\rangle ={\overline {\langle x,x\rangle }}}.
(Conjugarea este adesea notată cu asterisc, astfel: {\displaystyle \langle y,x\rangle ^{*}}, ca și transpusa conjugată.)
- Liniaritatea în prima variabilă:

{\displaystyle \langle ax,y\rangle =a\langle x,y\rangle .}
{\displaystyle \langle x+y,z\rangle =\langle x,z\rangle +\langle y,z\rangle .}
Combinând aceasta cu simetria conjugatei, se obține:
{\displaystyle \langle x,by\rangle ={\overline {b}}\langle x,y\rangle .}
{\displaystyle \langle x,y+z\rangle =\langle x,y\rangle +\langle x,z\rangle .}
- Nenegativitatea:

{\displaystyle \langle x,x\rangle \geq 0.}
(Aceasta are sens pentru că {\displaystyle \langle x,x\rangle \in \mathbb {R} } pentru toate {\displaystyle x\in V}.)
- Nedegenerarea:

{\displaystyle \langle x,x\rangle =0} implică {\displaystyle x=0}.
Deci produsul scalar este o formă Hermitică nenegativă și nedegenerată.
Proprietatea unui spațiu prehilbertian {\displaystyle V} ca
{\displaystyle \langle x+y,z\rangle =\langle x,z\rangle +\langle y,z\rangle } și {\displaystyle \langle x,y+z\rangle =\langle x,y\rangle +\langle x,z\rangle } este cunoscută ca aditivitate.
Se observă că dacă F=R, atunci proprietatea de simetrie a conjugatei este simplă simetrie a produsului scalar, adică
{\displaystyle \langle x,y\rangle =\langle y,x\rangle .}
Observații. 
- În condițiile definiției de mai sus, un produs scalar este liniar și în variabila a doua. Astfel, dacă avem scalarii a, b și vectorii x, y1, y2:

{\displaystyle \langle \mathbf {x} ,a\mathbf {y} _{1}+b\mathbf {y} _{2}\rangle =a\cdot \langle x,y_{1}\rangle +b\cdot \langle x,y_{2}\rangle ,\;\;\forall \;a,b\in \mathbb {R} ,\;\;\forall \;x,y_{1},y_{2}\in \mathbf {V} .}
- Majoritatea autorilor matematicieni pun condiția ca un produs scalar să fie liniar în primul argument și conjugat-liniar în al doilea, conform convenției de mai sus. Mulți fizicieni adoptă convenția inversă. Această convenție este nematerială, dar definiția inversă furnizează o mai bună legătură cu notația bra-ket folosită de fizicieni în mecanica cuantică (permițând scalarilor să rezulte direct din ket, care reprezintă vectori și conjugând scalarii extrași din bra, care reprezintă funcționale liniare) și acum este uneori folosită și de matematicieni. Unii autori au adoptat convenția că < , > este liniar în prima componentă și < | > este liniar în a doua, deși aceasta nu e o notație răspândită universal. De exemplu (Emch [1972]) nu urmează această convenție.
- Există varii motive tehnice pentru care este necesară restricționarea mulțimilor de scalari la R și C în definiție. Pe scurt, grupul de bază trebuie să conțină un subgrup ordonat (pentru a avea sens noțiunea de nenegativitate) și astfel trebuie să aibă caracteristica egală cu 0. Aceasta exclude automat grupurile finite. Grupul de bază trebuie să aibă și structuri adiționale, cum ar fi un automorfism.

## Exemple
Un exemplu trivial îl constituie numerele reale cu înmulțirea standard ca produs scalar
{\displaystyle \langle x,y\rangle :=xy}
Mai general, orice spațiu euclidian Rn cu produsul scalar
{\displaystyle \langle (x_{1},\ldots ,x_{n}),(y_{1},\ldots ,y_{n})\rangle :=\sum _{i=1}^{n}x_{i}y_{i}=x_{1}y_{1}+\cdots +x_{n}y_{n}}
Forma generală a unui produs scalar peste Cn este dată de:
{\displaystyle \langle \mathbf {x} ,\mathbf {y} \rangle :=\mathbf {x} ^{*}\mathbf {M} \mathbf {y} }
unde  M este orice matrice pozitiv-definită, și x* este conjugata transpusă a lui x.
Pe spațiul vectorial C([a, b]) al funcțiilor reale continue pe intervalul [a, b] se definește produsul scalar canonic a două funcții f, g prin formula:
{\displaystyle \langle f,g\rangle =\int _{a}^{b}f(t)\cdot g(t)\cdot dt.}

## Norma spațiilor prehilbertiene
Spațiile cu produs scalar au o normă naturală
{\displaystyle \|x\|={\sqrt {\langle x,x\rangle }}.}
Aceasta este bine definită de axioma de nenegativitate din definiția spațiului cu produs scalar. Norma lui x este considerată ca lungime a vectorului x și posedă proprietățile:
1. {\displaystyle \|x\|\geq 0,\;\forall x\in \mathbf {V} \;} și {\displaystyle \;\|x\|=0\Rightarrow x=0.}
2. {\displaystyle \|\lambda x\|=|\lambda |\cdot \|x\|,\;\forall x\in \mathbf {V} ,\;\lambda \in \mathbb {R} .}
3. {\displaystyle \|x+y\|\leq \|x\|+\|y\|,\;\forall x,y\in \mathbf {V} \;} (inegalitatea triunghiului).

Direct din axiome, se pot demonstra următoarele:
- Inegalitatea Cauchy-Schwarz: pentru x, y din V

{\displaystyle |\langle x,y\rangle |\leq \|x\|\cdot \|y\|}
egalitatea apare dacă și numai dacă x și y sunt liniar dependente. Aceasta este una din cele mai importante inegalități din matematică. În literatura matematică rusească este cunoscută și sub numele de Inegalitatea Cauchy-Buniakowski-Schwarz.
- Ortogonalitate: Interpretarea geometrică a produsului scalar în termeni de unghi și lungime motivează mare parte din terminologia geometrică folosită în ce privește aceste spații. Într-adevăr, o consecință imediată a inegalității Cauchy-Schwarz este că justifică definirea unghiului între doi vectori nenuli x și y (cel puțin în cazul F = R) prin identitatea

{\displaystyle \operatorname {angle} (x,y)=\arccos {\frac {\langle x,y\rangle }{\|x\|\cdot \|y\|}}.}
Se presupune că valoarea unghiului este alesă în intervalul [0, +π].  Aceasta este analogă situației din spațiul euclidian cu 2 dimensiuni. Analog, spunem că doi vectori nenuli x, y din V sunt ortogonali dacă și numai dacă produsul lor scalar este zero.
- Omogenitatea: pentru x un element din V și r un scalar

{\displaystyle \|r\cdot x\|=|r|\cdot \|x\|.}
Demonstrația proprietății de omogenitate este trivială.
- Inegalitatea triunghiului:  pentru x, y din V

{\displaystyle \|x+y\|\leq \|x\|+\|y\|.}
Ultimele două proprietăți arată că funcția definită este într-adevăr normă.
Datorită inegalității triunghiului și axiomei 2, vedem că ||·|| este o normă care transformă V într-un spațiu vectorial normat și astfel într-un spațiu metric. Cele mai importante spații cu produs scalar sunt cele care sunt complete în raport cu această metrică; acestea se numesc spații Hilbert. Fiecare spațiu prehibertian V este un subspațiu dens al unui spațiu Hilbert. Acest spațiu Hilbert este unic determinat de V și este construit prin completarea lui V.
- Teorema paralelogramului:

{\displaystyle \|x+y\|^{2}+\|x-y\|^{2}=2\|x\|^{2}+2\|y\|^{2}.}
- Teorema lui Pitagora: Dacă x, y sunt în V și <x, y> = 0, atunci

{\displaystyle \|x\|^{2}+\|y\|^{2}=\|x+y\|^{2}.}
Demonstrațiile ambelor identități necesită doar exprimarea definiției normei în termeni de produs real și simplificare, folosind proprietatea de aditivitate a fiecărei componente. Numele de teorema lui Pitagora derivă din interpretarea geometrică a rezultatului ca fiind analogă cu teorema din geometrie. Se observă că demonstrația teoremei lui Pitagora în geometrie este considerabil mai elaborată datorită lipsei de structuri utile.
Prin inducție pe teorema lui Pitagora, rezultă:
- Dacă x1, ..., xn sunt vectori ortogonali, adică <xj, xk> = 0 pentru indici diferiți j, k, atunci

{\displaystyle \sum _{i=1}^{n}\|x_{i}\|^{2}=\left\|\sum _{i=1}^{n}x_{i}\right\|^{2}.}
În lumina inegalității Cauchy-Schwarz, observăm și că <·,·> este continuă din V × V pe F. Aceasta ne permite generalizarea teoremei lui Pitagora la infinit de mulți termeni de sumă:
- Identitatea lui Parseval: Presupunând că V este un spațiu prehilbertian complet, dacă {xk} sunt vectori ortogonali doi câte doi din V, atunci

{\displaystyle \sum _{i=1}^{\infty }\|x_{i}\|^{2}=\left\|\sum _{i=1}^{\infty }x_{i}\right\|^{2},}
dacă seria infinită din stânga este convergentă. Completitudinea spațiului este necesară pentru a ne asigura că șirul de sume parțiale
{\displaystyle S_{k}=\sum _{i=1}^{k}x_{i}}
care este cunoscut ca fiind șir Cauchy este convergentă.

## Șiruri ortonormale
Un sir {ek}k este ortonormal dacă și numai dacă este ortogonal și ek are norma 1. O bază ortonormală într-un spațiu prehilbertian de dimensiune finită V este un șir ortonormal care generează V. Această definiție a bazei ortonormale nu generalizează convenabil în cazul dimensiunilor infinite, unde conceptul (corect formulat) are o importanță majoră. Folosind norma asociată cu produsul scalar, există noțiunea de submulțime densă, și definiția corectă pentru o bază ortonormală este cea că spațiul generat de ea trebuie să fie dens. 
Procedeul Gram-Schmidt este o metodă canonică care pornește de la un șir liniar independent {vk}k pe un spațiu prehilbertian și produce un șir ortonormal {ek}k astfel încât oricare ar fi n
{\displaystyle \operatorname {span} \{v_{1},\ldots ,v_{n}\}=\operatorname {span} \{e_{1},\ldots ,e_{n}\}}
Prin procedura de ortonormalizare Gram-Schmidt, se arată:
Teoremă. Orice spațiu prehilbertian separabil V are o bază ortonormală.
Identitatea lui Parseval conduce imediat la următoarea teoremă:
Teoremă. Fie V un spațiu prehilbertian separabil și {ek}k o bază ortonormală a lui V.
Atunci aplicația
{\displaystyle x\mapsto \{\langle e_{k},x\rangle \}_{k\in \mathbb {N} }}
este o aplicație liniară izometrică V → l2 cu imaginea densă.
Această teoremă poate fi privită ca o formă abstractă a seriilor Fourier, în care o bază ortonormală arbitrară joacă rolul seriei de polinoame trigonometrice. Se observă că mulțimea de indecși poate fi luată ca orice mulțime numărabilă.
În particular, se obține următorul rezultat din teoria seriilor Fourier:
Teoremă.  Fie V spațiul prehilbertian {\displaystyle C[-\pi ,\pi ]}. Atunci secvența (indexată pe mulțimea numerelor întregi) de funcții continue
{\displaystyle e_{k}(t)=(2\pi )^{-1/2}e^{ikt}}
este o bază ortonormală a spațiului {\displaystyle C[-\pi ,\pi ]} cu L2 ca produs scalar. Aplicația
{\displaystyle f\mapsto {\frac {1}{\sqrt {2\pi }}}\left\{\int _{-\pi }^{\pi }f(t)e^{-ikt}\,dt\right\}_{k\in \mathbb {Z} }}
este o aplicație liniară izometrică cu imaginea densă.
Ortogonalitatea șirului {ek}k se deduce imediat din faptul că dacă j ≠ k, atunci
{\displaystyle \int _{-\pi }^{\pi }e^{-i(j-k)t}\,dt=0}
Șirul este normal prin construcția lui, pentru că are coeficienții aleși de așa natură încât norma este 1. În cele din urmă, faptul că șirul generează un spațiu dens, în norma produsului scalar, rezultă din faptul că șirul generează un subspațiu dens în spațiul funcțiilor periodice continue definite pe {\displaystyle [-\pi ,\pi ]} cu norma uniformă. Acesta este conținutul teoremei lui Weierstrass privind densitatea uniformă a polinoamelor trigonometrice.

## Operatori în spațiile prehilbertiene
Unele tipuri de aplicații liniare A dintr-un spațiu cu produs scalar V în alt spațiu cu produs scalar W au relevanță:
- Aplicații liniare continue, adică A este liniară și continuă în raport cu metrica definită, sau echivalent, A este liniară și mulțimea realilor nenegativi {||Ax||}, unde x ia valori în bila unitate închisă a lui V, este mărginită.
- Operatori liniari simetrici, adică  A este liniară și <Ax, y> = <x, A y> oricare ar fi x, y din V.
- Izometrii, adică A este liniară și <Ax, Ay> = <x, y> pentru orice x, y din V, sau echivalent, A este liniară și ||Ax|| = ||x|| pentru orice x din V. Toate izometriile sunt injective. Izometriile sunt morfisme între spații prehilbertiene, și morfismele spațiilor prehilbertiene reale sunt transformări ortogonale.
- Izomorfisme izometrice, adică A este o izometrie surjectivă (și deci bijectivă). Izomorfismele izometrice sunt cunoscute și ca operatori unitari.

Din punctul de vedere al teoriei spațiilor cu produs scalar, nu este necesară distincția între două spații izometric izomorfe. Teorema spectrală furnizează o formă canonică pentru operatorii normali simetrici și unitari peste spațiile prehilbertiene finite. O generalizare a teoremei spectrale este valabilă pentru operatorii normali continui din spațiile Hilbert.